# Дом Граббе
Дом Граббе (доходный дом А. Котомина) — памятник архитектуры. Расположен в Санкт-Петербурге, современный адрес дома — Гороховая улица, 26, набережная канала Грибоедова, 40.

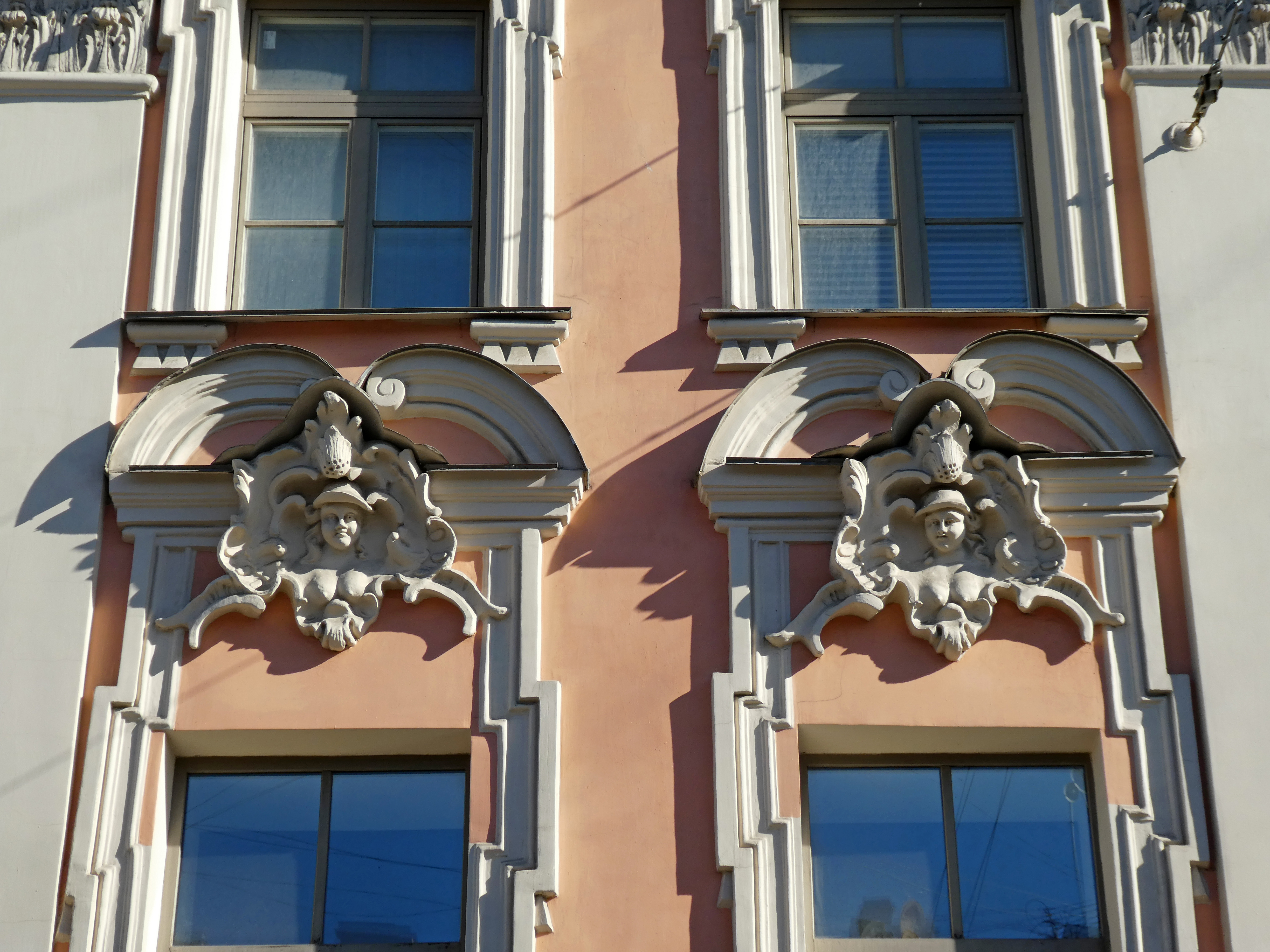
Декоративные детали фасада

Самый старый дом Гороховой улицы, построен в середине XVIII века. Авторство приписывается В. Растрелли.
Центр фасада подчёркнут пилястрами коринфского ордера, на окнах второго этажа сложные наличники. Почти весь фасад заполнен декоративными деталями. В 1838 году был надстроен четвёртый этаж (арх. А. М. Камуцци), стилизованный под три изначальных. Первоначальная отделка не сохранилась, на нижних этажах сохранена симметричная относительно центральной оси здания планировка.
В 1956 году в связи с ветхостью здание было реконструировано с заменой перекрытий.
Назван по фамилии одного из первых владельцев, М. М. Граббе. В 1810-20-х годах в доме находился трактир-постоялый двор «У Каменного моста». Согласно ЦГИА, среди владельцев дома были «Яковлева, военный советник А. А. Котомин, П. С. Митусов, архитектор М. Ю. Левестам».